# Lycos fils de Dascylos
Pour les articles homonymes, voir Lycos.
Dans la mythologie grecque, Lycos (en grec ancien Λύκος / Lýkos), fils de Dascylos, est roi des Mariandynes en Bithynie. Il offrit l'hospitalité (ou bien son père selon les traditions) aux Argonautes, ceux-ci ayant tué Amycos, roi des barbares Bébryces, ses ennemis, lors de leur passage en Asie Mineure.
Il reçut également Héraclès à sa cour, alors que celui-ci, dans le cadre de ses douze travaux, devait ramener la ceinture d'Hippolyte de chez les Amazones. Le héros aida Lycos lors d'un combat contre les Bébryces, au cours duquel il tua notamment Mygdon, frère d'Amycos, roi des barbares.

## Sources
- Pseudo-Apollodore, Bibliothèque [détail des éditions] [lire en ligne] (I, 9, 23 ; II, 5, 9) ;
- Apollonios de Rhodes, Argonautiques [détail des éditions] [lire en ligne] (II, 776) ;
- Hygin, Fables [détail des éditions] [(la) lire en ligne] (XVIII).